# 弘南観光開発
弘南観光開発（こうなんかんこうかいはつ）は、青森県弘前市に本社を置く旅行会社である。弘南バスの子会社。全国旅行業協会会員。

## 業務内容
- 旅行代理店業
  - JR券、航空券、バウチャー券、宿泊券手配・発売
  - 団体旅行手配
- 広告代理店業
  - 弘南バス車内広告
  - 青森県内民報各社広告
- 保険代理店業

## 営業所
- 本社営業所
  - 青森県弘前市駅前2丁目7番地6号
- 五所川原営業所
  - 青森県五所川原市東町17-5(五所川原商工会館4階、2022年4月11日青森営業所と統合の上でこの場所に移転）[1]
- 大館営業所
  - 秋田県大館市新町46号

## 廃止営業所
- 函館営業所　(2019年7月19日・閉店)[2]
  - 北海道函館市松風町15番地7号
- 青森営業所　(2022年4月11日・五所川原営業所と統合のため閉店)[3]
  - 青森県青森市長島2丁目25番地1号 太陽生命青森ビル1階
  - 旅行商品のアップルツアーの取り扱いについては、2022年4月以降、弘南バス青森総合案内所で行っている。